# Miki Matsubara
En aquest nom japonès, el cognom és Matsubara.
Miki Matsubara (japonès: 松原 みき) fou una cantant, compositora i lletrista japonesa reconeguda en l'àmbit del city pop, originària de la prefectura d'Osaka i àmpliament reconeguda per la seva cançó debut «Mayonaka no Door ~Stay with Me», publicada l'any 1979.

## Primers anys
Miki Matsubara nasqué en una família de quatre persones. La seva mare formava part de la banda de jazz Crazy Cats i influí fortament sobre la seva carrera musical, fent-li prendre lliçons de piano des que tenia tres anys i envoltant-la constantment d'un ambient on la música constituïa un paper essencial. Així mateix, durant la seva adolescència s'uní a diverses bandes de rock locals, fet que li permetí explorar aquest gènere a fons i formar part de les bandes Kurei i Yoshinoya Band. Quan començà la seva carrera universitària, col·laborà amb altres artistes com Tatsurō Yamashita i amb bandes com Coconut, Gurei i Sugar Babe, iniciant així de ple la seva carrera artística amb concerts en alguns bars de Tòquio, especialment per Roppongi, on la descobrí el pianista Sera Yuzuru.

## Carrera artística
Així i tot, l'inici de la seva carrera artística fou l'any 1979, amb el seu senzill Mayonaka no door/Stay with me. Aquest fou un gran èxit i arribà al lloc núm. 28 de la llista Oricon. L'any 1980 en gravà un videoclip a càrrec de Hitachi i PONYCANYON, que també tingué un bon èxit. Després d'aquest senzill, Matsubara compongué diversos senzills, alguns dels quals varis obtingueren un bon rendiment comercialment només al Japó. A més, començà paral·lelament la seva carrera de compositora i lletrista col·laborant en la composició de bandes sonores, openings i endings de sèries d'anime durant gran part dels anys vuitanta i principis dels noranta. El seu èxit musical fou tan notori que produí 11 discos, diversos senzills i covers de cançons occidentals, i col·laborà en diferents composicions musicals de sèries d'anime com Dirty Pair i Mobile Suit Gundam i amb diversos artistes, entre altres encàrrecs.
A principis dels anys noranta, a causa de la decadència del city pop, decidí dedicar-se a temps complet a lletrista i compositora per a diferents idols. Més tard, es casà amb el bateria de la seva banda, Masaki Honjo i es retirà de l'esfera pública entre finals de la dècada dels anys noranta i començaments dels anys 2000.

## Últims anys i mort
Ja a finals de la dècada dels noranta va entrar en un silenci total, la qual cosa deixà molts dubtes als seus fans. Durant aquest temps es descobrí que Matsubara buscava un rellançament de la seva carrera musical que s'interrompé definitivament amb la detecció d'un càncer d'úter avançat, el qual, d'acord amb els metges, només li deixava tres mesos de vida. S'intentà tractar el càncer d'úter en secret sense èxit, per la qual cosa decidí cessar tota la comunicació amb els mitjans, la premsa i els seus fans i entrà en un silenci mediàtic absolut. Un any abans de la seva mort, l'any 2003, cremà gran part de les seves composicions i lletres sabent que no podria tornar a la seva carrera musical tal com ho desitjava.
Passà els últims mesos acompanyada dels pares, la germana i l'espòs. Es diu que durant els últims dies de vida taral·larejava algunes de les seves cançons demostrant que encara tenia viu el seu amor per la música. Finalment, Miki Matsubara morí el 7 d'octubre del 2004. No obstant això, l'anunci oficial de la seva defunció es feu tres mesos més tard, el gener del 2005.
Malgrat la seva mort, el seu llegat musical ressorgí notòriament juntament amb altres artistes del City Pop com Tatsuro Yamashita, Mariya Takeuchi, Taeko Ohnuki i altres autors i compositors gràcies a l'algoritme de YouTube. La seva vida, la seva carrera meteòrica, el seu carisma afegits a les circumstàncies tràgiques de la seva defunció per càncer l'han convertit en un mite musical de la cultura pop japonesa posterior als últims anys de l'era Shōwa. Molts artistes n'han fet covers i s'ha viralitzat a diferents plataformes de xarxes socials, les quals han ajudat a redescobrir-ne la discografia i el carisma.

## Discografia
- Stay With Me (1979)
- Pocket Park (1980)
- Who are you? (1980)
- ―Cupid― (1981)
- Myself (1982)
- 彩 (1982)
- Revue (1983)
- Cool Cut (1984)
- Lady Bounce (1985)
- WiNK (1988)